# Erik Envall
Erik Gotthard Envall, född 20 maj 1912 i Nedertorneå församling i Norrbottens län, död 20 augusti 1984 i Oscars församling i Stockholm, var en svensk militär.

## Biografi
Envall avlade studentexamen 1931. Han avlade officersexamen vid Krigsskolan 1935 och utnämndes samma år till fänrik vid Norrlands artilleriregemente, där han befordrades till löjtnant 1938 och tjänstgjorde till 1943. Han gick Allmänna artillerikursen vid Artilleri- och ingenjörhögskolan 1936–1938 och 1938–1940 samt Högre artillerikursen där 1941–1943. Han befordrades till kapten 1943 och studerade vid Tekniska högskolan i Stockholm 1945. Åren 1943–1951 och 1953–1954 tjänstgjorde han vid Tygavdelningen i Arméförvaltningen. År 1954 befordrades han till major. Samma år ombildades Tygavdelningen till den egna myndigheten Armétygförvaltningen, där han tjänstgjorde 1954–1968: som chef för Pjässektionen i 1. vapenbyrån i Vapenavdelningen 1954–1955, som teknisk assistent hos avdelningschefen i Vapenavdelningen 1955–1958, som chef för Robotkontoret i Vapenavdelningen 1958–1960, som chef för Fordonsbyrån i Fordonsavdelningen 1960–1964 och som fälttygmästare 1964–1968. Han befordrades till överste i Fälttygkåren 1961, till överste av första graden 1964 och till generalmajor 1966. Armétygförvaltningen (som 1964 namnändrades till Arméförvaltningen) uppgick 1968 i Försvarets materielverk, där Envall stod till generaldirektörens förfogande 1968–1972, dock med tjänstledighet för tjänstgöring vid Arméstaben och Försvarsstaben. Åren 1972–1977 var Envall armé- och flygattaché vid ambassaderna i Bern och Wien. Han är begravd på Norra kyrkogården på Sandbacka i Umeå.

## Utmärkelser
- Riddare av Svärdsorden, 1954.[22]
- Kommendör av Svärdsorden, 1964.[23]
- Kommendör av första klass av Svärdsorden, 1968.[24]
- Kommendör med stora korset av Svärdsorden, 1973.[25]